# Raudnei Anversa Freire
Raudnei Anversa Freire (* 18. Juli 1965 in Echaporã, São Paulo) ist ein ehemaliger brasilianischer Fußballspieler.

## Karriere
Raudnei begann seine Profilaufbahn 1985 bei CA Juventus. 1987 wechselte er nach Europa. Hier unterschrieb er einen Vertrag beim portugiesischen FC Porto. Mit dem Verein wurde er 1987/88 portugiesischer Meister. 1989 wechselte er zum spanischen Zweitligisten Deportivo La Coruña. Für den Verein bestritt er 67 Zweitligaspiele und schoss dabei 17 Tore. 1990 wechselte er zu portugiesischen Belenenses Lissabon. Am Ende der Saison 1990/91 stieg der Verein in die zweiten Liga ab. 1991 wechselte er zu Gil Vicente FC. 1992 wechselte er zum spanischen Zweitligisten CD Castellón. 1994 kehrte er nach Brasilien zurück. Anschließend wechselte er jede Saison den Verein. Hier spielte er bis 2000 für EC Santo André, EC Bahia, CA Juventus, Paraná Clube und EC Juventude.

## Erfolge
FC Porto
- Portugiesischer Meister: 1987/88